# Neovagina

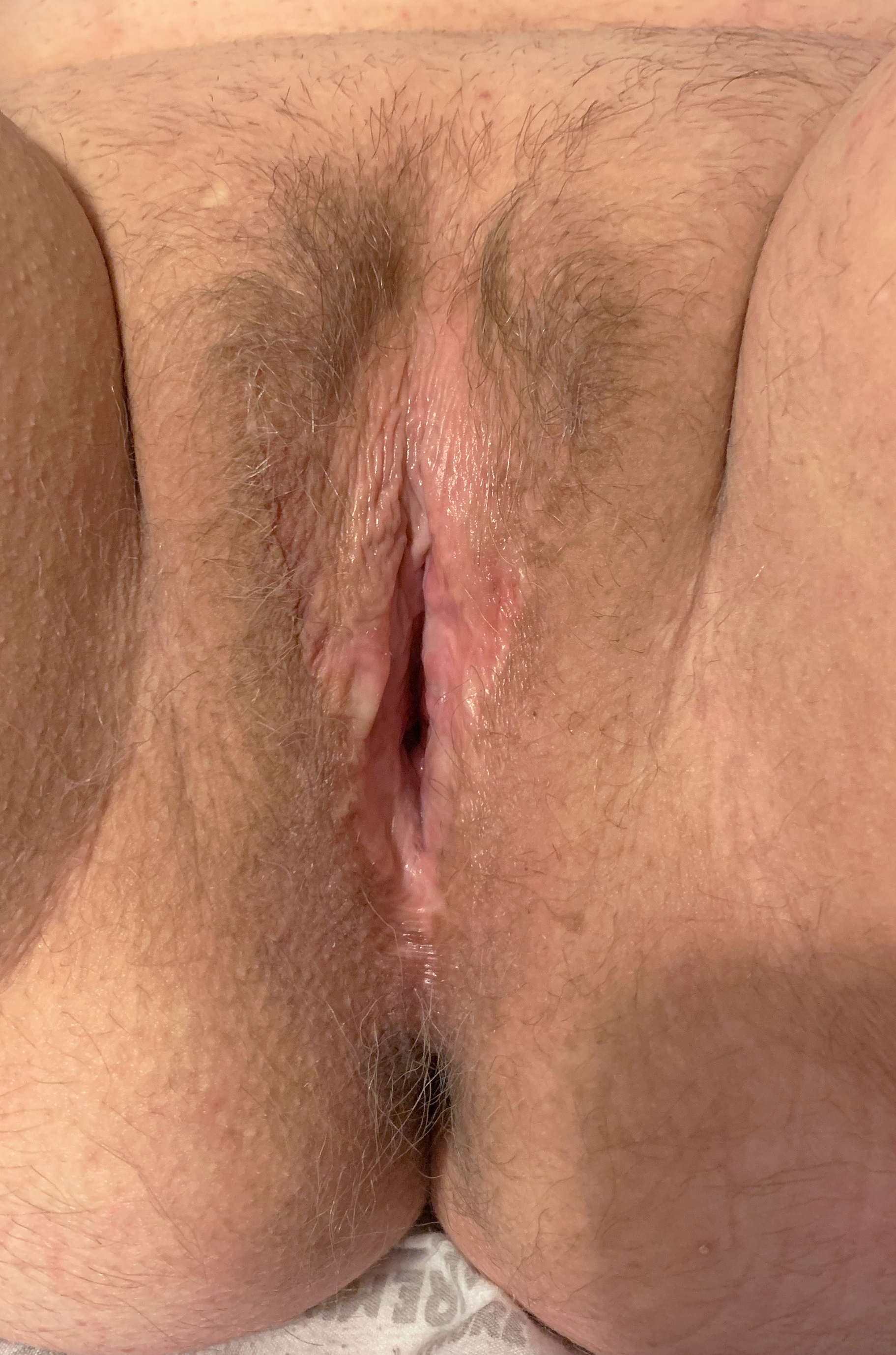
Resultado de uma vaginoplastia por inversão peniana, dois anos após a cirurgia. Os lábios internos variam esteticamente de acordo com o cirurgião; aqui, eles são mínimos. O clitóris é tátil e não visual. Uma cicatriz cirúrgica desbotada surge do períneo e segue os lábios externos em um Y curvo.

Neovagina ou neovulva é o resultado de uma técnica cirúrgica (a vaginoplastia, também chamada de vulvoplastia, vulvovaginoplastia, neovulvoplastia ou neovaginoplastia) que consiste na construção de uma vagina perineal onde antes não existia.
É muito comum entre transexuais que tencionam completar totalmente sua transição de gênero por uma redesignação sexual e viver completamente em harmonia entre o corpo e a mente, assim como para facilitar a obtenção de identidade feminina ainda em quase todos os países em que a cirurgia é reconhecida (na Espanha não há necessidade de uma vaginoplastia para obter oficialmente identidade feminina para transgêneros, nem no Brasil desde 2018).
Em algumas técnicas cirúrgicas em transexuais MtF (Male to Female, de homem para mulher) a glândula bulbouretral é mantida para possibilitar que a neovagina tenha lubrificação natural. Durante o primeiro ano após a cirurgia, instrui-se a dilatação vaginal. Outras técnicas vaginoplásticas envolvem a preservação peniana, nesse caso chamando-a de falgina (phalgina) e androginoplastia, categorizadas como cirurgias não-binárias para pessoas altersexos.
A cirurgia é também muito utilizada para mulheres que nascem com agênese vaginal, anomalia rara mas recorrente na população.